# Mercedes-Benz SK
Mercedes-Benz SK (ty. Schwere Klasse) är en lastbil, tillverkad av den tyska biltillverkaren Mercedes-Benz mellan 1989 och 1998.
SK-modellen (”tunga klassen”) var en vidareutveckling av NG-serien. Hytten var densamma, men på insidan hade stora ergonomiska förbättringar av förarmiljön genomförts. Även motorerna hade uppdaterats för högre effekter och lägre bränsleförbrukning.